# Inkigayo
Inkigayo (인기가요?, In-giga-yoLR; anche conosciuto come The Music Trend, precedentemente Popular Song) è un programma televisivo musicale sudcoreano trasmesso da SBS TV live ogni domenica pomeriggio dal 1991. Il programma presenta alcune performance live dei cantanti più famosi del momento.

## Storia
Inkigayo debuttò con il titolo SBS Popular Song nel 1991 come programma di classifiche, ma fu cancellato nell'autunno 1993. Cinque anni dopo, nel 1998, fu rinnovato in titolo e format. Nel 2003, il format a classifica fu sostituito da Take 7, dove uno dei sette artisti più popolari della settimana riceve il premio Mutizen Song. Nella primavera 2007, il programma passò da registrato a live in un tentativo di alzare gli ascolti; il 2 novembre 2008, si spostò dalle 15:20 alle 16:10 della domenica e, nella primavera 2010, la durata fu allungata a settanta minuti, con inizio della puntata alle 15:50.
Il 10 luglio 2012, SBS annunciò la rimozione del sistema Take 7 e del premio Mutizen Song, che avvenne cinque giorni dopo. Il 17 marzo 2013 fu introdotta la Inkigayo Chart in collaborazione con la Circle Chart.

## Segmenti
- Super Rookie: ogni settimana, un gruppo o artista "rookie" (principiante) si esibisce live sul palco e alla fine del mese viene scelto un "Super Rookie" tramite i voti sul sito ufficiale. Questo segmento è stato rimosso alla fine del 2010.
- Digital Music Charts: in precedenza noto come Mobile Ranking, prende in considerazione la popolarità delle canzoni tramite i download sui cellulari e sui siti di musica. Questo segmento è stato rimosso verso la metà del 2009.
- Campaign Songs: in ogni episodio, diversi artisti presentano canzoni che sollevano interesse su alcuni importanti argomenti, come la guida sicura, il bere latte e la pirateria.
- Take 7: ogni settimana, vengono fatte sentire sette delle canzoni più popolari e, alla fine della puntata, quella scelta dagli internauti riceve il premio Mutizen Song. Una stessa canzone può ricevere il premio solo per tre volte prima di essere rimossa dalla lista. Questo segmento è stato abolito il 10 luglio 2012.
- Inkigayo Q: gli spettatori possono fare delle domande a un artista nominato tramite l'app di SBS Soty. Coloro che hanno sottoposto le domande poi scelte per l'intervista ricevono un premio. Questo segmento è stato introdotto il 17 febbraio 2013.
- Inkigayo Showcase: mostra nuovi talenti difficilmente presenti altrimenti in televisione. Questo segmento è stato introdotto il 17 marzo 2013.
- Inkigayo Chart: è una classifica di cinquanta canzoni introdotta il 17 marzo 2013 dopo la cancellazione del segmento Take 7. La classifica viene stilata combinando le vendite digitali (60%) della Circle Chart, i punti SNS (35%) dalle visite su YouTube e dalle menzioni su Twitter (fornite dalla Gaon Chart), e i voti degli spettatori tramite l'app Soty (5%). L'artista che ottiene il primo posto diventa il "miglior artista della settimana". Una stessa canzone può ricevere il premio solo per tre volte (diventando quindi nota come "Triple Crown") prima di essere rimossa dalla classifica.

## Presentatori
- Seo Sae-won (15 dicembre 1991-29 dicembre 1992)
- Bae Chul-su e Kim Hee-sun (2 maggio 1993-20 giugno 1993)
- Kim Seung-hyun e Jun Ji-hyun (1º marzo 1998-24 maggio 1998)
- Lee Dong-gun e Kim Gyu-ri (28 giugno 1998-29 novembre 1998)
- Kim Jin e Kim So-yeon (6 dicembre 1998-16 aprile 2000)
- Ahn Jae-mo e Kim Min-hee (23 aprile 2000-31 dicembre 2000)
- Ahn Jae-mo e Son Tae-young (7 gennaio 2001-9 marzo 2001)
- Song Chang-hwan e So Yoo-jin (18 marzo 2001-29 luglio 2001)
- Lee Jong-su e So Yoo-jin (5 agosto 2001-13 gennaio 2002)
- Kim Jae Won e Kim Jung-hwa (20 gennaio 2002-18 agosto 2002)
- Kim Jeong-hoon e Kim Jung-hwa (25 agosto 2002-2 febbraio 2003)
- Kangta e Yu-min (9 febbraio 2003-24 agosto 2003)
- Kim Dong-wan e Park Han-byul (7 settembre 2003-24 ottobre 2004)
- Kim Dong-wan e Han Ye-seul (31 ottobre 2004-5 giugno 2005)
- Andy Lee e Park Hye-won (12 giugno 2005-23 ottobre 2005)
- Andy Lee e Han Hyo-joo (20 novembre 2005-16 aprile 2006)
- Jang Keun-suk e Heechul (25 febbraio 2007-7 ottobre 2007)
- Heechul e Song Ji-hyo (11 novembre 2007-4 maggio 2008)
- Eun Ji-won e Huh E-jae (11 maggio 2008-30 novembre 2008)
- Eun Ji-won, Yu Seul-ah e Lee Hong-ki (18 dicembre 2008-19 luglio 2009)
- Ha Yeon-joo, Taecyeon e Wooyoung (26 luglio 2009-24 gennaio 2010)
- Taecyeon, Wooyoung e Sulli (7 febbraio 2010-11 luglio 2010)
- Jung Yong-hwa, Sulli e Jo Kwon (18 luglio 2010-13 marzo 2011)
- Jo Kwon, Sulli, Lee Gi-kwang e IU (20 marzo 2011-13 novembre 2011)
- Goo Ha-ra, IU e Nicole Jung (20 novembre 2011-27 maggio 2012)
- Goo Ha-ra, Lee Jong-suk e Nicole Jung (3 giugno 2012-19 agosto 2012)
- IU e Lee Jong-suk (26 agosto 2012-2 dicembre 2012)
- IU, Hwang Kwanghee e Lee Hyun-woo (16 dicembre 2012-28 luglio 2013)
- Hwang Kwang-hee, Lee Hyun-woo e Minah (4 agosto 2013-26 gennaio 2014)
- Hwang Kwang-hee, Lee Yu-bi, Suho e Byun Baek-hyun (2 febbraio 2014-9 novembre 2014)
- Hwang Kwang-hee, Kim Yoo-jung, Suho e Byun Baek-hyun (16 novembre 2014-14 dicembre 2014)
- Hwang Kwang-hee, Kim Yoo-jung e Hong Jong-hyun (28 dicembre 2014-5 aprile 2015)
- Kim Yoo-jung, Hong Jong-hyune Jackson Wang (12 aprile 2015-30 agosto 2015)
- Kim Yoo-jung e Jackson Wang (5 settembre 2015)
- Kim Yoo-jung, Jackson Wang e Yook Sung-jae (13 settembre 2015-3 aprile 2016)
- Jackson Wang e Yook Sung-jae (10 aprile 2016-29 maggio 2016)
- Gong Seung-yeon, Jeongyeon e Kim Min-seok (3 luglio 2016-22 gennaio 2017)
- Park Jin-young, Jisoo e Doyoung (5 febbraio 2017-4 febbraio 2018)
- Mingyu, Jung Chae-yeon e Song Kang (18 febbraio 2018-28 ottobre 2018)
- Mingyu e Jung Chae-yeon (11 novembre 2018-3 febbraio 2019)
- Mingyu e Shin Eun-soo (17 febbraio 2019-6 ottobre 2019)
- Minhyuk, Jaehyun e Lee Na-eun (20 ottobre 2019-28 febbraio 2021)
- Jihoon, Sungchan e An Yu-jin (7 marzo 2021-27 marzo 2022)
- Noh Jeong-eui, Choi Yeon-jun e Seo Bum-june (3 aprile 2022-2 aprile 2023)
- Choi Yeon-jun, Hyungwon e Kim Ji-eun (9 aprile 2023-16 luglio 2023)
- Choi Yeon-jun, Woonhak e Park Ji-hu (23 luglio 2023-14 aprile 2024)
- Moon Seong-hyun, Han Yu-jin e Leeseo (28 aprile 2024-)